# Aloe lutescens
Aloe lutescens är en grästrädsväxtart som beskrevs av Groenew. Aloe lutescens ingår i släktet Aloe och familjen grästrädsväxter. Inga underarter finns listade i Catalogue of Life.

## Bildgalleri

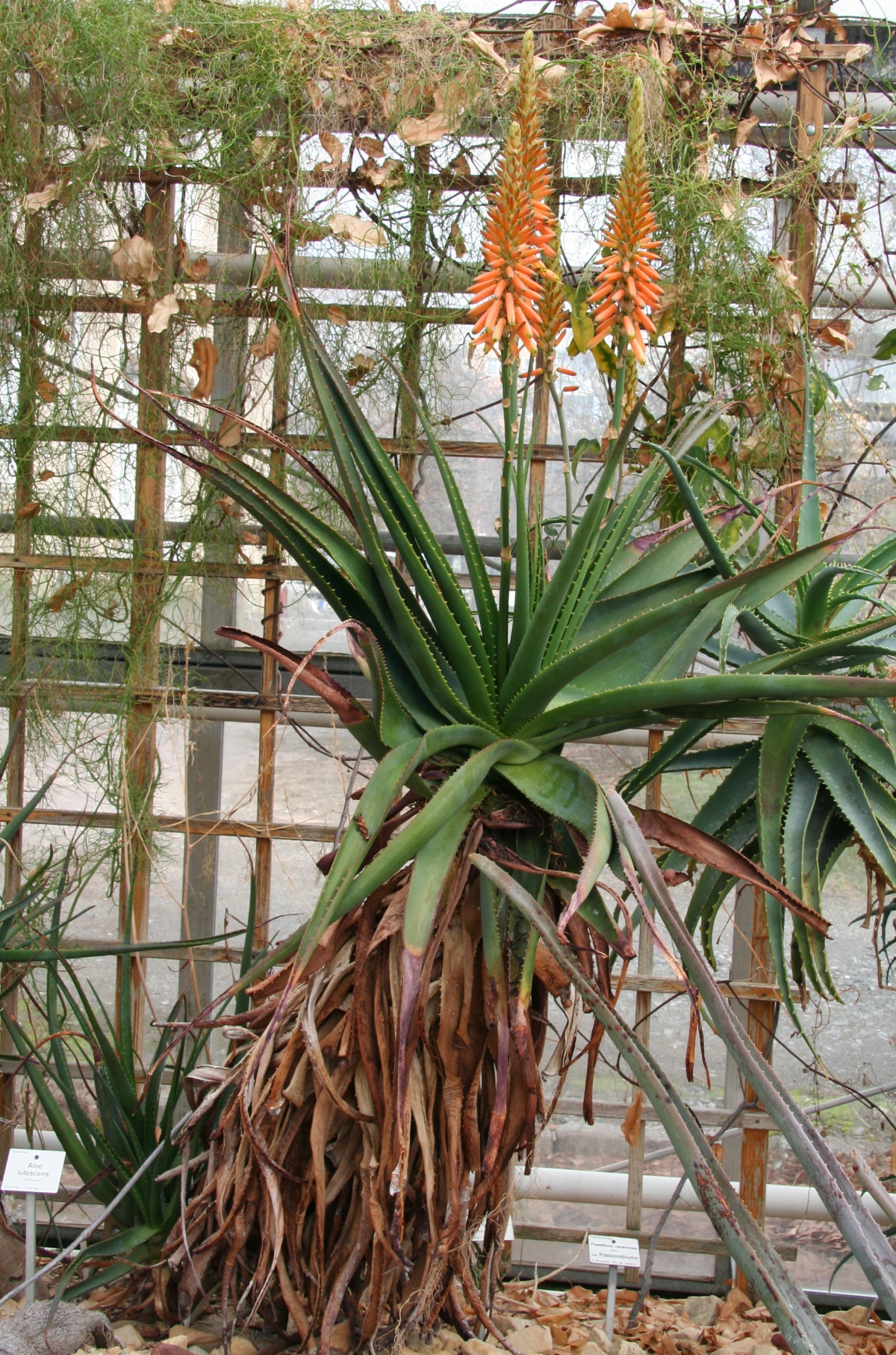
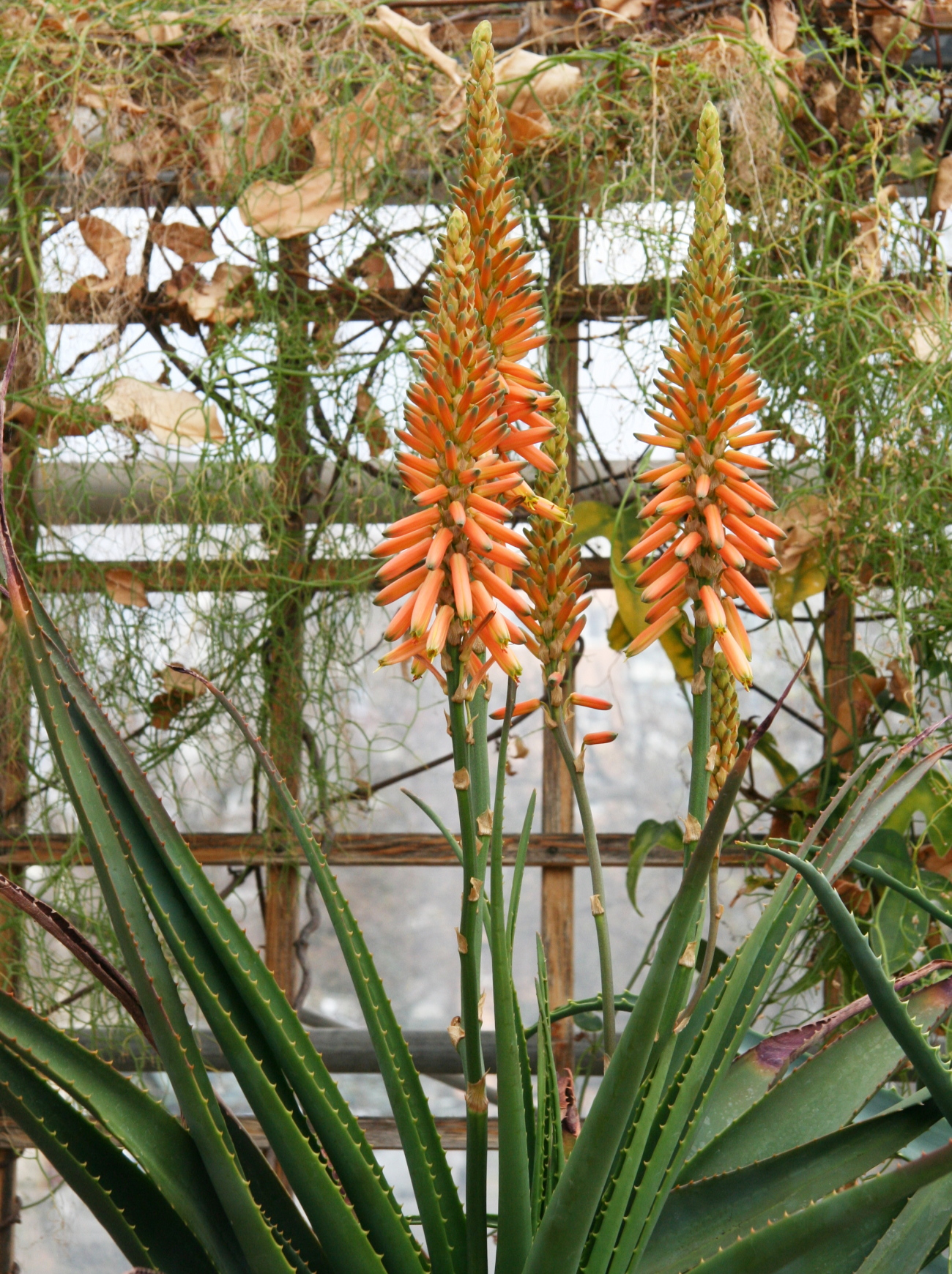